# Bisbat de Vittorio Veneto
El bisbat de Vittorio Veneto (italià: diocesi di Vittorio Veneto; llatí: Dioecesis Victoriensis Venetorum) és una seu de l'Església catòlica, sufragània del Patriarcat de Venècia, que pertany a la regió eclesiàstica Triveneto. El 2010 tenia 335.500 batejats d'un total de 364.870 habitants. Actualment està regida pel bisbe Corrado Pizziolo.

## Territori
La diòcesi comprèn la part meridional de la Valbelluna, entre el Piave i Belluno, la província de Treviso a l'est del Piave (també és el límit, després de la Tomba de Papadopoli, retrocedint notablement respecte al curs de l'aigua), una franja de la província de Pordenone fins a Livenza i, finalment, part de la província de Venècia oriental, compresa entre el Livenza i el canal Grassaga.
S'estén sobre 1420 km², delimitats a est i oest per l'inici del curs dels rius Piave i Livenza.
La seu episcopal és la ciutat de Vittorio Veneto, on es troba la catedral de Santa Maria Assunta.
El territori està dividit en 162 parròquies, agrupades en 12 arxiprestats:

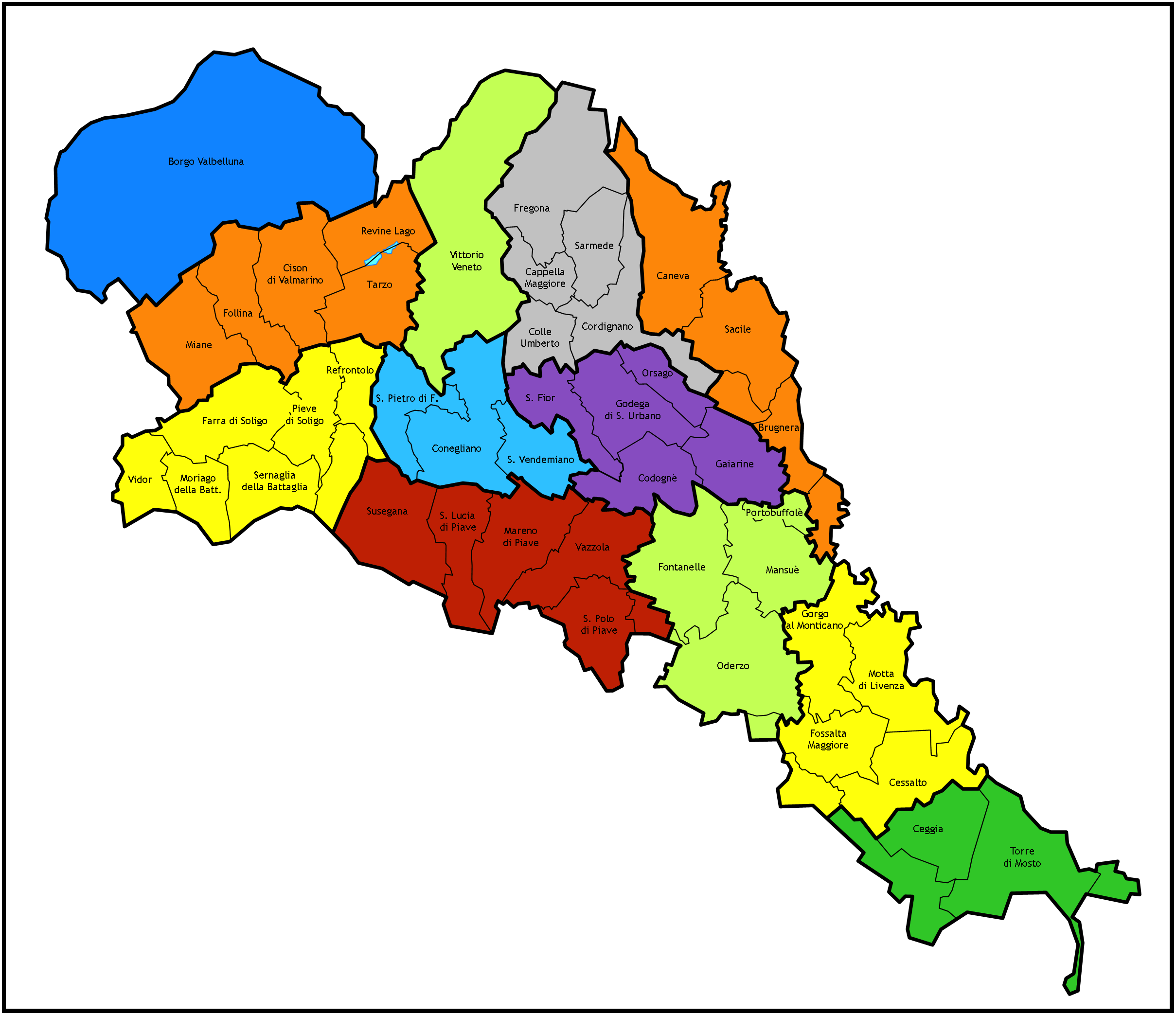
Mapa dels arxiprestats

- Conegliano (seu: Conegliano)
- La Colonna (seu: Mareno di Piave)
- La Vallata (seu: Cison di Valmarino)
- Mottense (seu: Motta di Livenza)
- Opitergina (seu: Oderzo)
- Pedemontana (seu: Cordignano)
- Pontebbana (seu: Godega di Sant'Urbano)
- Quartier del Piave (seu: Pieve di Soligo)
- Sacilese (seu: Sacile)
- Torre di Mosto (seu: Torre di Mosto)
- Vittorio Veneto (seu: Vittorio Veneto)
- Zumellese (seu: Mel)

## Història
La diòcesi s'estén sobre la major part de l'antic territori d'Opitergium, l'actual Oderzo. Important municipium romà, amb l'adveniment del cristianisme va esdevenir un bisbat. Dels cinc bisbes d'Oderzo coneguts tres són venerats com sants: Tiziano, Magno i Floriano. El primer és el patró actual de la diòcesi i se celebra el 16 de gener.
Entre els segles V i vii, amb les invasions bàrbares, Oderzo va ser saquejada i destruïda en diverses ocasions. L'última destrucció greu va ser realitzada el 636 pel rei longobard Rotari. El bisbe Magno, llavors, juntament amb el clergat i els fidels, va fugir transferint el bisbat a Eraclea, al centre de la llacuna de Venècia sota la influència romana d'Orient. Oderzo va ser finalment destruïda i arrasada per Grimoald en 669.
Amb l'arribada dels llombards el poble de Ceneda guanyà cada vegada més importància i es va convertir en la capital del ducat llombard homònim. El territori de l'antiga diòcesi d'Oderzo es va dividir entre Eraclea, Treviso i la nova diòcesi de Ceneda, establerta pels llongobards a la fi del segle vii o principis del viii. Inicialment, la seu es va adherir al cisma tricapitolí.
No queda clar l'origen de la cronologia de Ceneda, sobre la qual els autors no són unànimes. El primer bisbe, Ursino, que hauria assistit a un sínode romà al 680, és exclòs a la cronologia d'Arnosti, que sosté que essent el bisbe tricapitolí Ceneda no va poder estar present a Roma, on es va constatar que només havia bisbes catòlics. Els bisbes Valentiniano i Massimo són esmentats en un praeceptum de Luitprand del 743, que, no obstant això, sembla fals o almenys dubtós. El bisbe Dolcissimo s'esmenta en un diploma de Carlemany del 794, text que ha sofert amb el temps moltes interpolacions i manipulacions. Segons Lanzoni, el primer bisbe segur de Ceneda és Emmo (o Emmone), que va participar en el concili de Màntua del 827.
A la segona meitat del segle x, l'emperador Otó I va investir el bisbe Sicardo el títol de comte. A partir d'aquest moment, els bisbes exerceixen en el territori del poder temporal; al segle xiv la seva influència es va estendre bé al comtat de Tarzo. Aquesta situació, encara que molt redimensionada, es va mantenir fins i tot després de la conquesta de la Sereníssima, però en el 1768 Venècia va abolir el comtat episcopal i nomenava per Ceneda a un alcalde.
Al segle xiii, algunes poderoses famílies locals van intentar, sense èxit, per transferir la seu episcopal a Conegliano.
Des de sempre sufragània del Patriarcat d'Aquilea, en 1753 va esdevenir sufragània de l'arxidiòcesi d'Udine.
L'1 de maig de 1818 la butlla De salute dominici gregis del Papa Pius VII va convulsionar el territori de Ceneda: la diòcesi va adquirir les sis parròquies de l'anomenada "Compardo", un enclavament del Patriarcat de Venècia, a prop de Conegliano (Bibano, Pianzano, San Vendemiano, San Fior di Sopra, San Fior di Sotto, Zoppè) i vuit parròquies de l'arxidiòcesi d'Udine (San Polo di Piave, Rugolo, Sarmede, Godega, Orsago, Pinidello, Caneva i Stevenà). Ceneda passar simultàniament a la província eclesiàstica del Patriarcat de Venècia.
A finals del segle xix, per raons històriques i culturals, es va rebutjar la idea d'unir la diòcesi amb la seu veïna de Treviso.
L'últim canvi territorial important és del 16 d'abril de 1926, quan amb el decret Quo Melius, les parròquies de Sacilese, ja exclavament de l'arxidiòcesi d'Udine, van ser agregats a la diòcesi de Ceneda.
El 13 de maig de 1939, després de la fusió de Serravalle i Ceneda que va portar al naixement de la nova ciutat de Vittorio Veneto, la diòcesi va assumir el seu nom actual en virtut del decret Quum episcopalis civitas de la Congregació Consistorial.
Entre 1958 i 1969 la seu episcopal estava ocupada per Albino Luciani, que més tard va ser elegit papa amb el nom de Joan Pau I.

## Cronologia episcopal
- Ursino ? † (citat el 680)
- Valentiniano ? † (primera meitat del segle vii ?)
- Massimo ? † (primera meitat del segle vii ?)
- Dolcissimo ? † (citat el 793 aproximadament)
- Emmo † (citat el 827)
- Ripaldo † (citat el 908)
- Sicardo † (inicis de 962 - finals de 994)
- Grauso o Guasono † (inicis de 998 - finals de 1001)
- Bruno † (1013 aproximadament)
- Elmengero † (inicis de 1021 - finals de 1031)
- Almanguino † (citat el 1053)
- Giovanni † (citat el 1074)
- Roperto † (citat el 1124)
- Sigismondo † (citat el 1130)
- Azzone degli Azzoni † (inicis de 1140 - 1152 ?)
- Aimone † (1152 aproximadament)
- Sigisfredo da Conegliano † (inicis de 1170 - finals de 1184)
- Matteo da Siena † (inicis de 1187 - 1216 mort)
  - Gherardo I da Camino † (22 de setembre de 1217 - ? deposat) (bisbe electe)[8]
- Alberto da Camino † (inicis de 1220 - 1242 mort)
- Warnerio da Polcenigo † (3 de març de 1242 - 12 de juny de 1251 nomenat bisbe de Concordia)
- Rugerino di Aquileia † (12 de juny de 1251 - 1257 mort)
- Biaquino (o Bianchino) da Camino † (1257 - 13 d'octubre de 1257 mort)
- Alberto da Collo † (1257 - finals de 20 de desembre de 1260)
- Odorico, O.F.M. † (14 de maig de 1261 - inicis de 16 de juliol de 1261)
- Proesavio Novello † (1 de febrer de 1262 - 16 d'octubre de 1279 nomenat bisbe de Treviso)
- Marzio da Fiabiane † (1279 - 1 de desembre de 1284)
- Pietro Calza † (29 d'abril de 1286 - 12 de juliol de 1300 mort)
- Francesco Arpo, O.P. † (1300 - 1310 mort)
- Manfredo di Collalto † (1310 - 1320 nomenat bisbe de Feltre e Belluno)
- Francesco Ramponi, O.E.S.A. † (4 de maig de 1320 - 9 d'octubre de 1348 mort)
- Gasberto de Orgoglio, O.P. † (13 de novembre de 1349 - de març de o d'abril de 1374 mort)
- Oliviero † (29 d'abril de 1374 - 1377 mort)
- Andrea Calderini † (11 de gener de 1378 - 1381)
- Giorgio Torti † (circa 1382 - 1 de desembre de 1386 nomenat bisbe de Cremona)
- Marco Porri † (1 de desembre de 1386 - 26 de gener de 1394 nomenat bisbe de Nusco)
- Martino da Gemona † (26 de gener de 1394 - d'abril de 1399 mort)
- Pietro Marcello † (24 d'abril de 1399 - 15 de juliol de 1409 nomenat bisbe de Pàdua)
- Antonio Correr, O.P. † (15 de juliol de 1409 - 1445 mort)
- Pietro Leon † (4 de juny de 1445 - 1474 renuncià)
- Nicolò Trevisan † (15 de juny de 1474 - 10 de gener de 1498 mort)
- Francesco Brevio † (19 de gener de 1498 - 7 d'agost de 1508 mort)
- Marí Grimani † (16 d'agost de 1508 - 19 de gener de 1517 nomenat patriarca d'Aquileia)
  - Domenico Grimani † (1517 - 28 de març de 1520 renuncià) (administrador apostòlic)
  - Giovanni Grimani † (28 de març de 1520 - 18 de desembre de 1531 renuncià) (administrador apostòlic)
  - Marí Grimani † (18 de desembre de 1531 - 20 de febrer de 1540 renuncià) (administrador apostòlic)
- Giovanni Grimani † (20 de febrer de 1540 - 23 de gener de 1545 nomenat patriarca d'Aquileia) (per segon cop)
  - Marí Grimani † (23 de gener de 1545 - 28 de setembre de 1546 mort) (administrador apostòlic)
- Michele della Torre † (7 de febrer de 1547 - 21 de febrer de 1586 mort)[9]
- Marcantonio Mocenigo † (5 de març de 1586 - 1598 renuncià)
- Leonardo Mocenigo † (13 de gener de 1599 - 20 de maig de 1623 mort)
- Pietro Valier † (2 d'octubre de 1623 - 18 d'agost de 1625 nomenat arquebisbe, a títol personal, de Pàdua)
- Marco Giustiniani † (27 d'octubre de 1625 - 7 d'abril de 1631 nomenat bisbe de Verona)
- Marcantonio Bragadin † (12 de gener de 1633 - 3 d'octubre de 1639 nomenat bisbe de Vicenza)
- Sebastiano Pisani † (19 de desembre de 1639 - 6 d'octubre de 1653 nomenat bisbe de Verona)
- Albertino Barisoni † (23 de novembre de 1653 - 15 d'agost de 1667 mort)
- Pietro Lion † (14 de novembre de 1667 - 26 de novembre de 1691 nomenat bisbe de Verona)
- Marcantonio Agazzi † (9 de juny de 1692 - 28 de març de 1710 mort)
- Francesco Trevisan † (21 de juliol de 1710 - 23 de juliol de 1725 nomenat bisbe de Verona)
- Benedetto De Luca † (19 de desembre de 1725 - 22 de juny de 1739 nomenat bisbe de Treviso)
- Lorenzo Da Ponte † (14 de desembre de 1739 - 9 de juliol de 1768 mort)[10]
- Giannagostino Gradenigo, O.S.B. † (19 de setembre de 1768 - 16 de març de 1774 mort)
- Giampaolo Dolfin † (27 de juny de 1774 - 28 de juliol de 1777 nomenat bisbe de Bèrgam)
- Marco Zaguri † (15 de desembre de 1777 - 26 de setembre de 1785 nomenat bisbe de Vicenza)
- Pietro Antonio Zorzi, C.R.S. † (3 d'abril de 1786 - 24 de setembre de 1792 nomenat arquebisbe d'Udine)
- Giambenedetto Falier, O.S.B.Cam. † (24 de setembre de 1792 - 22 d'octubre de 1821 mort)
- Giacomo Monico † (16 de maig de 1823 - 9 d'abril de 1827 nomenat patriarca de Venècia)
- Antonino Bernardo Squarcina, O.P. † (15 de desembre de 1828 - 27 de gener de 1842 nomenat bisbe d'Adria)
- Manfredo Giovanni Battista Bellati † (30 de gener de 1843 - 28 de setembre de 1869 mort)
- Corradino Maria Cavriani † (28 d'octubre de 1871 - 27 de març de 1885 renuncià)
- Sigismondo Brandolini Rota † (27 de març de 1885 succeduto - 8 de gener de 1908 mort)
- Andrea Caron † (8 de gener de 1908 succeduto - 29 d'abril de 1912 nomenat arquebisbe de Gènova)[11]
- Rodolfo Caroli † (28 de juliol de 1913 - 28 d'abril de 1917 nomenat arquebisbe titular de Tiro)
- Eugenio Beccegato † (29 d'agost de 1917 - 17 de novembre de 1943 mort)
- Giuseppe Zaffonato † (27 de setembre de 1945 - 31 de gener de 1956 nomenat arquebisbe d'Udine)
- Giuseppe Carraro † (9 d'abril de 1956 - 15 de desembre de 1958 nomenat bisbe de Verona)
- Albino Luciani † (15 de desembre de 1958 - 15 de desembre de 1969 nomenat patriarca de Venècia, posteriorment elegit papa amb el nom de Joan Pau I)
- Antonio Cunial † (9 de març de 1970 - 10 d'agost de 1982 mort)
- Eugenio Ravignani (7 de març de 1983 - 4 de gener de 1997 nomenat bisbe de Trieste)
- Alfredo Magarotto (31 de maig de 1997 - 3 de desembre de 2003 jubilat)
- Giuseppe Zenti (3 de desembre de 2003 - 8 de maig de 2007 nomenat bisbe de Verona)
- Corrado Pizziolo, des del 19 de novembre de 2007

## Estadístiques
A finals del 2010, la diòcesi tenia 335.500 batejats sobre una població de 364.870 persones, equivalent al 92,0% del total.
| any  | població | població | població | sacerdots | sacerdots       | sacerdots       | sacerdots             | diaques | religiosos | religiosos | parroquies |
| ---- | -------- | -------- | -------- | --------- | --------------- | --------------- | --------------------- | ------- | ---------- | ---------- | ---------- |
| any  | batejats | total    | %        | total     | clergat secular | clergat regular | batejats por sacerdot | diaques | homes      | dones      |            |
| 1950 | 286.440  | 286.480  | 100,0    | 454       | 352             | 102             | 630                   |         | 198        | 870        | 163        |
| 1970 | 277.896  | 278.144  | 99,9     | 428       | 346             | 82              | 649                   |         | 119        | 974        | 175        |
| 1980 | 297.787  | 300.387  | 99,1     | 431       | 332             | 99              | 690                   |         | 129        | 972        | 180        |
| 1990 | 300.000  | 304.000  | 98,7     | 398       | 300             | 98              | 753                   | 6       | 122        | 842        | 162        |
| 1999 | 298.000  | 301.000  | 99,0     | 363       | 283             | 80              | 820                   | 11      | 98         | 763        | 162        |
| 2000 | 306.000  | 314.000  | 97,5     | 354       | 264             | 90              | 864                   | 9       | 105        | 655        | 162        |
| 2001 | 304.400  | 314.000  | 96,9     | 354       | 264             | 90              | 859                   | 10      | 107        | 589        | 162        |
| 2002 | 319.400  | 327.000  | 97,7     | 341       | 263             | 78              | 936                   | 11      | 86         | 582        | 162        |
| 2003 | 319.400  | 327.600  | 97,5     | 334       | 256             | 78              | 956                   | 11      | 87         | 700        | 162        |
| 2004 | 313.200  | 327.800  | 95,5     | 318       | 245             | 73              | 984                   | 11      | 80         | 711        | 162        |
| 2010 | 335.500  | 364.870  | 92,0     | 267       | 211             | 56              | 1.256                 | 22      | 65         | 563        | 162        |